# Frederiksdal Mølle
Frederiksdal Mølle (ell. Hjortholm Mølle) var en vandmølle ved Mølleåen. Nuværende Frederiksdal Sluse.

## Hjortholm Mølle
Frederiksdal Mølle var oprindelig en mølle opført og drevet i forbindelse med den middelalderlige fæstning bispelige Hjortholm Voldsted. I Roskildebispens Jordebog fra 1370'erne optræder en molendinum Lanxebyerghs ("møllen ved Langsøbjerg"), som muligvis hentyder til møllen ved Hjortholm.
Efter reformationen indgik møllen ligesom borgen under krongodset, som bortfæstede det. I 1608 blev det givet til slotsfogeden på Københavns Slot Hans Merckel von Schmalkalden på livstid. Han opførte en del bygninger, som var af en sådan størrelse og kvalitet, at Christian 4. foretrak at overnatte på stedet, når han på sine rejser passerede området.
Indtil da havde møllen været en kornmølle, men i 1650, under storgodsejer og rentemester Henrik Müllers ledelse, blev der indrettet et værk, som fremstillede messingtråd og kobbervarer. Hjortholm mølle blev et større industrielt kompleks med både mølledrift, jernvarefremstilling og skov- og landbrug. Müller overtog omkring 1660 også Nymølle, og kunne derved udvide produktionen af kobber. Bl.a. producerede Hjortholm Mølle kobbertagpladerne til Frederik 3.s biblioteksbygning på Slotsholmen (nuværende Rigsarkivet).
For at forøge møllens kapacitet opstemmede man Furesø, således at vandpresset på møllen blev større, men blev det for stort, risikerede man en udvidet vandmængde videre ned ad Mølleåen med deraf følgende oversvømmelse. Dette skete i oktober 1650, hvor Strandmøllen blev oversvømmet med store ødelæggelser til følge. Den daværende ejer af Strandmøllen, Johan Ettersen, lagde sag an mod Müller, og krævede skadeserstatning. Men Müller blev i 1652 frifundet ved Landstinget.

## Frederiksdal Mølle
I 1668 købte Frederik 3. jorden, da han havde planer om at opføre et stort lyststed ved navn Frederiksdal. De indledende forberedelser blev foretaget, bl.a. nedrivning af flere af de daværende bygninger og opførelse af to teglovne på pladsen. Men kongen døde i 1670, og hans søn Christian 5. indstillede projektet. Han overgav jorden til sin gemalinde Charlotte Amalie, som sørgede for, at de indbringende anlæg bl.a. mølledriften, dambrug og skovdriften blev holdt ved lige. Hun ændrede den daværende kobbermølle til en papirmølle i 1673. I 1793 blev den tyske papirmager Johan Drewsen ansat som forpagter på møllen, samt på Strandmøllen, som dronningen ligeledes ejede. Papirproduktionen på Hjortholm blev dog ikke succesfuld, og den nedlagdes i 1700, og man faldt tilbage til kun at drive kornmølle på stedet frem til 1727.
Efter dronningens død i 1714 tilfaldt jorden Frederik 4., som overlod den til sin søster prinsesse Sophie Hedevig. Hun igangsatte bygningen af en større hovebygning på Frederiksdal, som af ukendte grunde har en påfaldende lighed med Ørholm Hovedgård.
I 1739 overtog udenrigsminister Johan Sigismund Schulin forpagtningen af Frederiksdal, nogle år senere også de omkringliggende anlæg. Der opførtes i slutningen af 1700-tallet et stampeværk ved siden af kornmøllen til valkning af klæder. Møllen brændte i 1837, og der blev i stedet indrettet papirmølle, men også dette forsøg mislykkedes, og den blev nedlagt i 1845.

## Frederiksdal Sluse
I slutningen af 1800-tallet blev også kornmøllen nedlagt. På stedet bevaredes kun slusen på samme sted, som den nuværende sluse er placeret. Fuursø-Møllestrøms Interessentskab købte i 1875 Frederiksdal Mølle, for at styre vandet fra Furesøen, og ejerskabet er stadig i kraft. I forbindelse med opførelsen af Københavns Befæstning blev der foretaget en del ændringer ved Mølleåens løb, og et stemmeværk blev opført. Meningen var, at man skulle kunne oversvømme området omkring Galopbanen ved Klampenborg med vand fra Furesøen i tilfælde af fjendtlig indtrængen. Frederiksdal sluse er stadig et hovedpunkt i kontrollen med Furesøens vandmasser, men den blev aldrig anvendt militært.
I forbindelse med møllen var der også opført en kro, og resterne af denne blev udgravet i 1974-1975. Her fandtes 5 stensatte kælderrum fra midten af 1600-tallet samt enkeltfund, der kunne dateres til perioden 1650-1800. Derudover forefandtes en del metalaffald, som stammede fra Henrik Müllers kobberværk.